# Johann Rudolf Fischer
Johann Rudolf Emanuel Fischer (* 1. Juli 1772 in Langenthal; † 4. Mai 1800 Bern) war ein Schweizer evangelischer Geistlicher.

## Leben
Johann Rudolf Fischer war der Sohn des Pfarrers Ludwig Albrecht Fischer (* 18. April 1743 in Bern; † 11. Oktober 1806) und dessen Ehefrau Ursula (* 21. Januar 1744 in Bern; † 17. Januar 1829 ebenda), eine Tochter des Oberstleutnants Johann Ulrich Walther (1696–1766). Er hatte noch weitere sieben Geschwister.
Er immatrikulierte sich für ein Philosophie- und Theologiestudium an der Universität Bern, das er an der Universität Lausanne, der Universität Berlin und von 1795 bis 1797 gemeinsam mit Johann Rudolf Steck an der Universität Jena fortsetzte, dort hörte er Vorlesungen bei Johann Gottlieb Fichte. An der Universität lernte er Casimir Ulrich Boehlendorff und Johann Friedrich Herbart kennen, mit denen er 1797 zurück nach Bern reiste, nachdem er ihnen Hauslehrerstellen in Bern in Aussicht gestellt hatte. Herbart machte er später mit Johann Heinrich Pestalozzi bekannt, was diesen in seinem pädagogischen Wirken massgeblich beeinflusste.
1797 wurde er Vikar in Schinznach, dort lernte er in Birr Johann Heinrich Pestalozzi kennen, mit dem er sich befreundete. Im darauffolgenden Jahr wurde er vom Minister Philipp Albert Stapfer zum Sekretär und Kanzleivorsteher berufen; er befasste sich mit der Organisation der öffentlichen Erziehung und skizzierte ein Projekt zur Gründung von sechs Lehrerseminaren.
1799 wurde er der Leiter der Stadtschulen und eines privaten Primarlehrerseminars im Schloss Burgdorf, allerdings wurde das Seminar, trotz der Fürsprache des Ministers, nicht vom Direktorium unterstützt, weil dieses sich finanziell nicht in der Lage sah, das Seminar zu unterstützen, sodass er im März 1800 nach Bern zum Minister zurückkehrte.
Johann Rudolf Fischer verstarb kurz danach an Typhus; nach seinem Tod führte Pestalozzi sein begonnenes Seminar in Burgdorf weiter. Pestalozzis Erziehungsinstitut bestand später aus einer Knabenschule, einem Pensionat für auswärtige Schüler, einem Lehrerseminar, einem Waisenhaus und einer Armenschule.

### Pädagogisches Wirken
Wie Pestalozzi strebte Johann Rudolf Fischer die sittliche Veredlung des Volks durch Erziehung an. Ihr Ziel war es, Kinder aus ärmsten Volksschichten zu einer Erziehung und Schulbildung zu verhelfen, die ihre Menschlichkeit und ihre Kräfte zur Entfaltung brachten. 

## Mitgliedschaften
- In Jena war Johann Rudolf Fischer Mitglied der Gesellschaft der freien Männer.